# Wikariat Mafra
Wikariat Mafra − jeden z 17 wikariatów Patriarchatu Lizbony, składający się z 16 parafii:
- Parafia św. Michała w Alcainça
- Parafia św. Piotra w Okowach w Azueira
- Parafia Matki Bożej z Ó w Carvoeira
- Parafia Wniebowzięcia Najświętszej Maryi Panny w Cheleiros
- Parafia Matki Bożej Wcielenia i św. Dominika w Encarnação
- Parafia Wniebowzięcia Najświętszej Maryi Panny w Enxara do Bispo
- Parafia św. Piotra w Ericeira
- Parafia św. Sylwestra w Gradil
- Parafia Niepokalanego Poczęcia Najświętszej Maryi Panny w Igreja Nova
- Parafia św. Andrzeja w Mafra
- Parafia św. Pawła w Malveira
- Parafia św. Michała w Milharado
- Parafia św. Izydora w Santo Isidoro
- Parafia Matki Bożej z Oliveira w Sobral da Abelheira
- Parafia św. Antoniego w Venda do Pinheiro
- Parafia św. Piotra w Ericeira
- Parafia Matki Bożej Różańcowej w Vila Franca do Rosário